# Setaphis bilinearis
Setaphis bilinearis är en spindelart som beskrevs av Tucker 1923. Setaphis bilinearis ingår i släktet Setaphis och familjen plattbuksspindlar. Inga underarter finns listade i Catalogue of Life.